# Hochjoch
Hochjoch (2520 m n.p.m.) – szczyt w austriackiej prowincji Vorarlberg, w paśmie Ferwall. Region turystyczny i narciarski związany z Hochjoch jest nazywany Kapellmeister – od jednej z niższych kulminacji – Kapell, wznoszącej się nad osadą Schruns.

## Komunikacja
Do Schruns dojechać można malowniczą linią kolejową Montafonerbahn (z Bludenz) lub szosą (dostępne duże parkingi).

## Turystyka
W masywie Hochjoch jest zlokalizowane schronisko Wormser Hütte (2307 m n.p.m.), skąd można wyruszyć na szczyt lub w kierunku innych celów, po kilku trasach o różnej trudności.

## Jeziora
W okolicy znajdują się także malownicze jeziora, będące celami wycieczek, np. Herzsee (2216 m n.p.m.).

## Koleje linowe
W masywie Hochjoch funkcjonują dwie jednoodcinkowe koleje linowe:
- Schruns (699 m n.p.m.) – Kapell (1861 m n.p.m.)
- Gamprätz (697 m n.p.m.) – Kapell (1855 m n.p.m.)